# Artaza (Navarra)
Artaza (Artatza en euskera) es un concejo del municipio español de Améscoa Baja, en la provincia de Navarra. En 2017 tenía una población de 154 habitantes. 
Los vecinos se dedican a la agricultura y la ganadería. En el año 2000 el concejo compró unos terrenos y los urbanizó para facilitar el asentamiento de nuevos vecinos. De esta manera se ha instalado en el concejo una abundante población de vecinos neorrurales. Tuvo una piscifactoría de truchas en aguas del río Urederra, que ya está abandonada. También tiene un camping. 

## Historia
El 22 de abril de 1835, durante la Primera Guerra Carlista, hubo en los campos de esta localidad un enfrentamiento conocido como la Acción de Artaza. 

## Topónimo
En vasco significa ‘encinal’, de arta- ‘encina’ y el sufijo que indica abundancia -tza. En documentos antiguos aparece como: Artatça (1268, NEN); Artaça (1248, 1350, NEN); Artazco, Gonçaluo P. de (1312, NEN).